# 中野真輔
中野 真輔（なかの しんすけ、1912年6月5日 - 1994年3月26日）は、東京都小平市出身の実業家。五稜郭タワーの創業者。

## 来歴

### 東京時代
裕福な養蚕農家の家庭に生まれ小学生時代には級長を長く務めたが、中学時代には父が芸者遊びに浪費して蒸発、借金苦の中で16歳で家を継ぐこととなり、その後22歳で結婚し27歳で家の借金を完済した。1939年に軍の召集を受けて中支・南京周辺へ配属され分隊長も務め、1945年に再度召集され伊豆で終戦を迎える。
終戦後は家業の養蚕工場が戦時統制により国に買収されたため畑作を営み、農家仲間との会合の中で仲間と支持し当選した小川睦郎町長を支えるべく小平町議会選挙に立候補、1947年に当選し1955年まで2期8年務め、小平・国分寺・小金井三町の合併案に賛成するも仲間の反対にあい否決されたことをきっかけに議員を辞職した。その後1956年には小平町農業協同組合で常務理事を1期3年務め、金融事業の再建や農産物の出荷品質の向上に尽力する。
1959年に新宿の不動産業「大和土地観光」の常務となり伊豆などで土地買収を行い、1960年には道南地域での土地の下見を目的に函館に初めて足を運び、大沼周辺で買収した土地を大手に売却し大きな利益を上げたものの、これをきっかけに会社が危険な取引に手を出したことを気にかけ、1963年8月に辞職した。

### 五稜郭タワー時代
1962年に函館市の工藤光雄観光課長から五稜郭での展望タワーの建設計画を持ちかけられ、飛行機から見下ろした五稜郭の形状を忘れられない思いがあり、五稜郭の歴史・観光的価値を高める目的とともに、タワー計画を引き受ける。その後間もなく大和土地観光を辞職、1964年4月に起工式が開催されたものの程なくして大和土地観光が大沼での分譲地開発を優先し、急遽タワー建設からの撤退を決定した。その後も建設が続く中で自身が1000万円・大和土地観光の元社員2名が500万円ずつを出資し2000万円の資本金を集め1964年11月20日に新会社「北海道大和観光」を設立。開業直前に建設会社から引き渡しに際して3000万円の振り込みを求められたが、叔父に3000万円を振り込んでもらい開業にこぎつける。
開業直後は共同出資者にタワーの運営を任せるも交際費や土産の仕入れ代がかさんだこともあって、問題を起こした役員を解雇し中野自身が代表となった。1966年には来場者の取り込みを狙い函館市営の定期観光バスのタワーへの乗り入れを実現、1968年5月には十勝沖地震被災を受けての社員の懸命な片付けの姿勢に感動しタワー事業へ注力することとし、東京の土地を売り払って借金を返済した。1971年には子会社「五稜商事」を設立し北海道開拓記念館での売店・食堂運営も手掛ける。1981年には食道ポリープの切除手術を受ける。
また五稜郭タワー1階に開業時から武内収太市立函館博物館館長（当時）の協力のもと史跡館を設置し、箱館五稜郭祭の企画立案にも携わり、1979年にはカンタータ「函館幻想」の上演、箱館戦争や五稜郭に関する出版物の刊行など文化事業も行い、1993年には私財を投じて所有地と合わせた8億円を提供し、娘婿の山田純彦の構想を支援する形でオペラ人材育成を目的として1993年に財団法人「オペラアーツ振興財団」を設立し理事長に就任し小平市の生家に隣接する1320平米の土地を寄付し学生寮と練習場を建設した。
1994年3月26日、83歳で死去。